# Voćnjak
 Ovo je glavno značenje pojma Voćnjak. Za druga značenja pogledajte Voćnjak (razdvojba).
Voćnjak je tradicionalni oblik voćarstva. Za razliku od plantaže voća s niskim voćkama u tradicionalnim voćnjacima rastu visoka stabla različite dobi i različitih vrsta.
Tradicionalni voćnjaci se općenito održavaju bez korištenja umjetnih zaštitnih sredstava ili umjetnih gnojiva.
Sa stanovišta zaštite okoliša važan su dio kulturnog krajolika. Prateća vegetacija osigurava pogodno stanište za mnoge vrste životinja, i tako ima pozitivan utjecaj na očuvanje biološke raznolikosti u okruženju.
Tradicionalni voćnjaci su poljoprivredna zemljišta višestruke koristi: koriste se za proizvodnju voća uz korištenje travnjaka ili livade za proizvodnju sijena ili kao pašnjak.
Voćnjaci su rasprostranjeni u cijeloj srednjoj Europi.
Plantaže voća se s druge strane sastoje od monokultura niskih voćki.
Stare sorte voća su posebno otporne na bolesti i štetočine. Različite sorte voća mogu biti regionalno specifične. Rasprostranjenost nekih vrsta moze biti ograničena na nekoliko sela, na takozvane "lokalne sorte".
Voćnjaci s tradicionalnim visokim stablima zahtijevaju mnogo više rada od plantaže s nisko rastućim stablima. 

## Vanjske poveznice
- mojcvijet  Arhivirana inačica izvorne stranice od 24. listopada 2009. (Wayback Machine)